# Фишер, Юлия (легкоатлетка)
Юлия Фишер (нем. Julia Fischer, род. 1 апреля 1990 года, Берлин, Германия) — немецкая метательница диска, серебряный призёр чемпионата Европы 2016, участница двух Олимпиад (2012, 2016), чемпионка Германии 2015 года.

## Биография и карьера
Дебютировала на международной арене в 2007 году, победив на чемпионате мира среди юношей в Остраве. В следующем году стала второй на чемпионате мира среди юниоров в Быдгоще. В 2011 году победила на чемпионате Европы среди молодёжи в Остраве.
Несколько лет встречается с олимпийским чемпионом 2012 года в метании диска Робертом Хартингом.

## Основные результаты
| Год  | Соревнования                    | Место проведения         | Место  | Результат   |
| ---- | ------------------------------- | ------------------------ | ------ | ----------- |
| 2007 | Чемпионат мира среди юношей     | Острава, Чехия           | 1      | 51,39 м, PB |
| 2008 | Чемпионат мира среди юниоров    | Быдгощ, Польша           | 2      | 54,69 м     |
| 2011 | Чемпионат Европы среди молодёжи | Острава, Чехия           | 1      | 59,60 м, PB |
| 2012 | Чемпионат Европы                | Хельсинки, Финляндия     | 5      | 62,10 м     |
| 2012 | Летние Олимпийские игры         | Лондон, Великобритания   | 20 (q) | 60,23 м     |
| 2013 | Чемпионат мира                  | Москва, Россия           | 13 (q) | 60,09 м     |
| 2014 | Чемпионат Европы                | Цюрих, Швейцария         | 5      | 62,10 м     |
| 2015 | Чемпионат мира                  | Пекин, Китай             | 5      | 63,88 м     |
| 2016 | Чемпионат Европы                | Амстердам, Нидерланды    | 2      | 65,77 м     |
| 2016 | Летние Олимпийские игры         | Рио-де-Жанейро, Бразилия | 9      | 62,67 м     |